# Брониран големоок сом
Бронираните големооки сомове (Megalechis thoracata) са вид актиноптери от семейство Калихтиди (Callichthyidae).
Разпространени са в сладководни басейни в северната част на Южна Америка. Отглеждат се като декоративни риби. 
Таксонът е описан за пръв път от Ашил Валансиен през 1840 година.